# MOVING ON (KIX-Sの曲)
『MOVING ON』（ムービング・オン）は、KIX-Sの11thシングル。1996年9月21日に、アポロン / Dreamixから発売された。

## 背景
表題曲は、TBS系『COUNT DOWN TV』のオープニングテーマに使用された。
今作を以て、『KIX-S』名義最後のシングルとなり、同時にアポロンから発売された最後の作品となった。

## 収録曲
| 全作詞: 浜口司、全作曲: 安宅美春、全編曲: KIX-S。 |                                        |        |            |      |
| #                                                 | タイトル                               | 作詞   | 作曲・編曲 | 時間 |
| 1.                                                | 「MOVING ON」                          | 浜口司 | 安宅美春   | 3:31 |
| 2.                                                | 「Passionate Gate」                    | 浜口司 | 安宅美春   | 3:29 |
| 3.                                                | 「MOVING ON」(NON VOCAL EDITION)       | 浜口司 | 安宅美春   | 3:31 |
| 4.                                                | 「Passionate Gate」(NON VOCAL EDITION) | 浜口司 | 安宅美春   | 3:29 |
| 合計時間:                                         | 合計時間:                              | 14:00  |            |      |

## 参加ミュージシャン
- 浜口司 - ボーカル
- 安宅美春 - ギター